# Aspidiotus
Aspidiotus är ett släkte av insekter. Aspidiotus ingår i familjen pansarsköldlöss.

## Bildgalleri

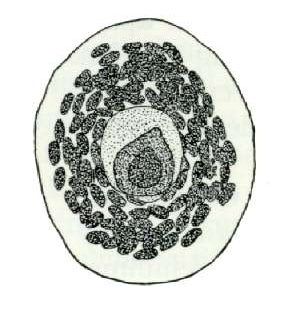
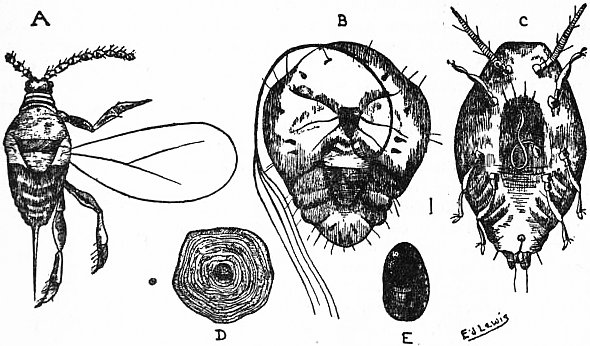

## Dottertaxa tillAspidiotus, i alfabetisk ordning[1]
- Aspidiotus anningensis
- Aspidiotus artus
- Aspidiotus atomarius
- Aspidiotus atripileus
- Aspidiotus beilschmiediae
- Aspidiotus brachystegiae
- Aspidiotus capensis
- Aspidiotus cerasi
- Aspidiotus chamaeropsis
- Aspidiotus chinensis
- Aspidiotus circularis
- Aspidiotus cochereaui
- Aspidiotus combreti
- Aspidiotus comorensis
- Aspidiotus comperei
- Aspidiotus congolensis
- Aspidiotus coryphae
- Aspidiotus crenulatus
- Aspidiotus cryptomeriae
- Aspidiotus cymbidii
- Aspidiotus dallonii
- Aspidiotus destructor
- Aspidiotus elaeidis
- Aspidiotus excisus
- Aspidiotus fularum
- Aspidiotus furcraeicola
- Aspidiotus gymnosporiae
- Aspidiotus hedericola
- Aspidiotus hoyae
- Aspidiotus japonicus
- Aspidiotus juglandis
- Aspidiotus kellyi
- Aspidiotus kennedyae
- Aspidiotus ligusticus
- Aspidiotus macfarlanei
- Aspidiotus maddisoni
- Aspidiotus madecassus
- Aspidiotus maderensis
- Aspidiotus marisci
- Aspidiotus minutus
- Aspidiotus moreirai
- Aspidiotus msolonus
- Aspidiotus musae
- Aspidiotus myoporii
- Aspidiotus myrthi
- Aspidiotus nerii
- Aspidiotus niger
- Aspidiotus ophiopogonus
- Aspidiotus pacificus
- Aspidiotus palmarum
- Aspidiotus pandani
- Aspidiotus paolii
- Aspidiotus philippinensis
- Aspidiotus phormii
- Aspidiotus populi
- Aspidiotus pothos
- Aspidiotus putearius
- Aspidiotus queenslandicus
- Aspidiotus remaudierei
- Aspidiotus rigidus
- Aspidiotus riverae
- Aspidiotus ruandensis
- Aspidiotus saliceti
- Aspidiotus selangorensis
- Aspidiotus serratus
- Aspidiotus simulans
- Aspidiotus sinensis
- Aspidiotus spurcatus
- Aspidiotus symplocos
- Aspidiotus tafiranus
- Aspidiotus tangfangtehi
- Aspidiotus taraxacus
- Aspidiotus targionii
- Aspidiotus taverdeti
- Aspidiotus tiliae
- Aspidiotus tridentifer
- Aspidiotus undulatus
- Aspidiotus varians
- Aspidiotus watanabei
- Aspidiotus vernoniae
- Aspidiotus zizyphi